# Lista canalelor din Santa Croce

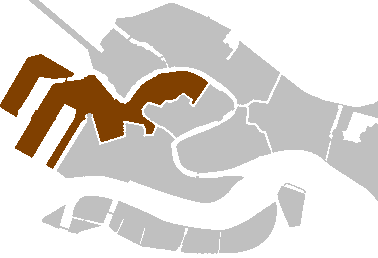
Localizarea sestiere Santa Croce în Veneţia.

Acest articol prezintă canalele din Santa Croce, sestiere al Veneției (Italia).

## Generalități

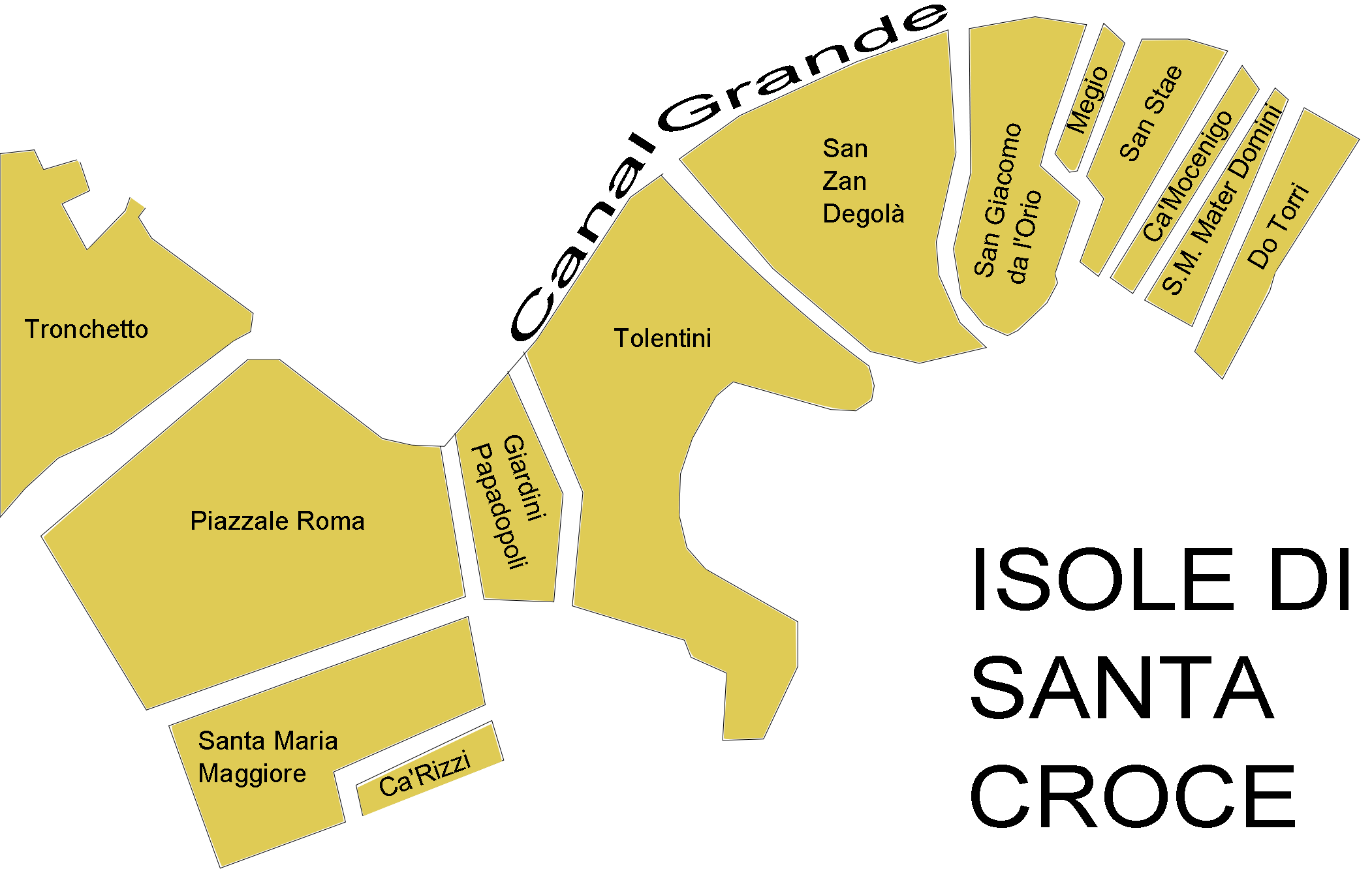
Harta insulelor care formează Santa Croce.

Ca și celelalte sestiere ale Veneției, Santa Croce este compus din mai multe insule distincte, separate de canale. 
Situat în partea de vest a Veneției, Santa Croce se învecinează cu următoarele sestieri sau întinderi de apă:
- La nord: Canal Grande, care îl separă de Cannaregio
- La est: San Polo
- La sud: Dorsoduro
- La vest: Laguna Venețiană

## Canale

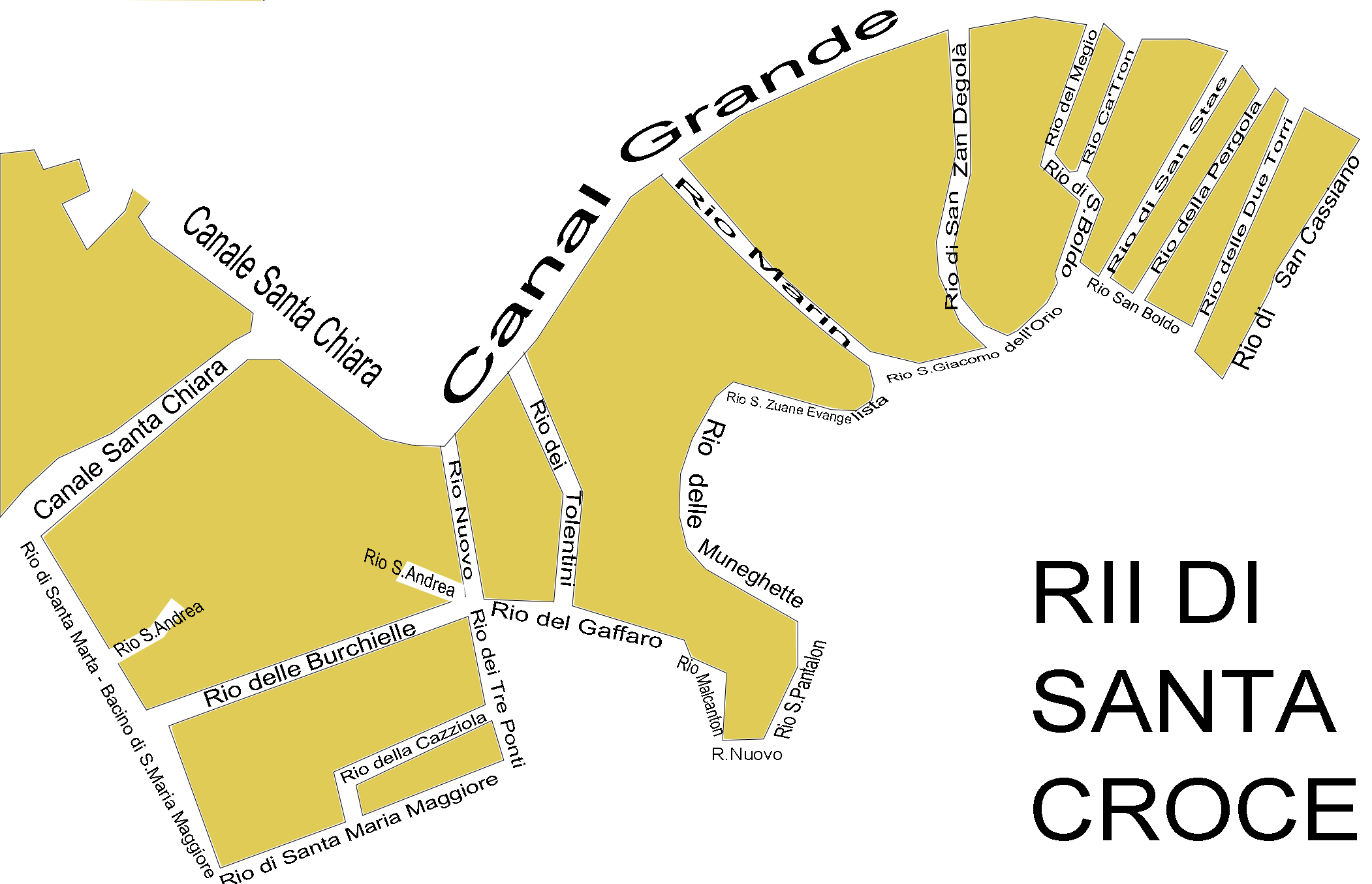
Harta canalelor din Santa Croce.

### Canale limitrofe
Începând din nord și în sensul acelor de ceasornic, Santa Croce este delimitat de următoarele canale (sau întinderi de apă):
- Canal Grande

- Limita cu San Polo :
  - Rio de San Cassan (se varsă în Canal Grande)
  - Rio de San Boldo - Ponte Storto
  - Rio de San Giacomo da l'Orio
  - Rio de San Zuane
  - Rio de le Muneghete (sau delle Sacchere)

- Limita cu Dorsoduro :
  - Canal de Santa Chiara (sau de la Scomenzera)
  - Rio Novo
  - Rio de San Pantalon (sau de le Mosche)
  - Rio del Malcanton
  - Rio del Gaffaro (sau del Magazen)
  - Rio dei Tre Ponti
  - Rio de Santa Maria Maggior (sau de le Procuratie)
  - Rio de Santa Marta (sau bacino di Santa Maria Maggiore)

### Canale care se varsă în Canal Grande
Canalele următoare se varsă în Canal Grande:
- Rio de le do Torre (sau de Santa Maria Mater Domini)
- Rio de la Pergola (sau de Ca' Pesaro)
- Rio de San Stae (sau Mocenigo, ou de la Rioda)
- Rio de Ca' Tron
- Rio del Megio (sau Fontego dei Turchi)
- Rio de San Zan Degolà
- Rio Marin
- Rio dei Tolentini (sau de la Croce)

### Canalele în interiorulsestiere
- Rio de le Burchiele
- Rio de la Caziola (sau de Ca'Rizzi)
- Rio di Sant'Andrea